# Campaea dulcinaria
Campaea dulcinaria là một loài bướm đêm trong họ Geometridae.